# Natalio Wheatley

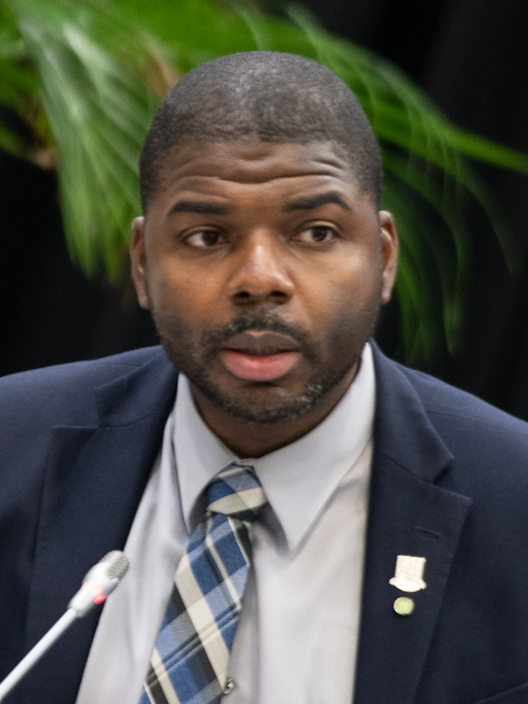
Wheatley

Natalio Dixon Wheatley (* 2. Juni 1980) ist ein Politiker von den Britischen Jungferninseln. Nach einem von ihm selbst eingebrachten Misstrauensantrag gegen seinen Vorgänger Andrew Fahie, dessen Regierung er selbst angehörte, bekleidet er ab dem 5. Mai 2022 das Amt des Premierministers der Britischen Jungferninseln. Er ist der Enkel des ehemaligen Premierministers Willard Wheatley. Zuweilen hat er den Wunsch geäußert, mit seinem angenommenen afrikanischen Namen Sowande Uhuru bezeichnet zu werden.